# Comma Johanneum

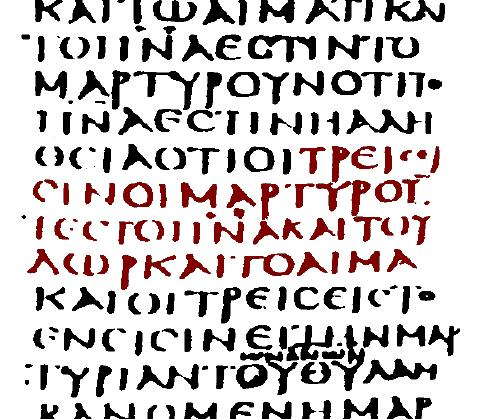
Tekst 1 J 5,7-8 w Kodeksie Synajskim, brak commy

Comma Johanneum (łac. comma = ustęp, fragment) – uważany za nieautentyczny fragment piątego rozdziału Pierwszego listu św. Jana, który obecny był w wielu przekładach Biblii do XIX wieku. Ustęp ten ma charakter trynitarny i był używany w dysputach na temat Trójcy Świętej.

## Tekst Commy
1J 5,7-8 zapis grecki zawierający Commę według tekstu Scrivenera (1894):
„7ὅτι τρεῖς εἰσιν οἱ μαρτυροῦντες ἐν τῷ οὐρανῷ, ὁ πατὴρ, ὁ λόγος καὶ τὸ ἅγιον πνεῦμα, καὶ οὗτοι οἱ τρεῖς ἕν εἰσι 8καὶ τρεῖς εἰσιν οἱ μαρτυροῦντες ἐν τῇ γῇ τὸ πνεῦμα καὶ τὸ ὕδωρ καὶ τὸ αἷμα, καὶ οἱ τρεῖς εἰς τὸ ἕν εἰσιν.”
1J 5,7-8 według Biblii gdańskiej (1632):
7Albowiem trzej są, którzy świadczą na niebie: Ojciec, Słowo i Duch Święty, a ci trzej jedno są. 8A trzej są, którzy świadczą na ziemi: Duch i woda, i krew, a ci trzej ku jednemu są.
W tłumaczeniach współczesnych, takich jak Biblia Tysiąclecia 1J 5,7-8 brzmi następująco:
7Trzej bowiem dają świadectwo: 8Duch, woda i krew, a ci trzej w jedno się łączą.
Kwestionowany fragment stanowi bezpośrednie nawiązanie do Trójcy Świętej i był często wykorzystywany w debatach teologicznych.

## Pochodzenie

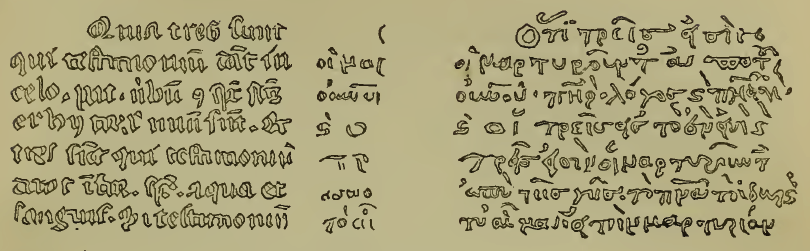
Comma w łacińsko-greckim Codex Ottobonianus (629 Gregory-Aland)

Słów tych brakuje w najstarszych rękopisach greckich i najstarszych przekładach. Nie spotyka się ich także w kodeksach Wulgaty sprzed VIII wieku. Najstarsze kodeksy Wulgaty zawierające commę to Codex Cavensis i Toletanus. Prawdopodobnie była to uwaga dopisana na marginesie rękopisów łacińskich, włączona później w niektórych kodeksach do tekstu głównego.
Fragment nie pojawia się także w najstarszych pismach Ojców Kościoła. Klemens Aleksandryjski około roku 200 cytował w kontekście nauki o Trójcy Świętej piąty rozdział 1 J, nie umieścił tam jednak Comma Johanneum. Z kolei Cyprian z Kartaginy w III w. cytuje ten fragment w brzmieniu: „Et iterum de Patre et Filio et Spiritu Sancto scriptum est—Et hi tres unum sunt”. Pierwszym przykładem cytowania Comma Johanneum jako fragmentu pierwszego listu Jana są pisma Pryscyliana z IV wieku, który napisał: „Sicut lohannes ait: tria sunt quae testimonium dicunt in terra aqua caro et sanguis et haec tria in unum sunt, et tria sunt quae testimonium dicunt in caelo pater uerbum et spiritus et haec tria unum sunt in Christo lesu” (Priscilliani Tractatus apologeticus, IV w. [w:] CSEL 18, 6, 5-9).
Johann Jakob Griesbach w pracy Diatribe in Locum 1 Joann V. 7, 8 (1806) oraz Thomas Belsham w wydaniu The New Testament, in an Improved Version, upon the Basis of Archbishop Newcome's New Translation: with a Corrected Text, and Notes Critical and Explanatory (1808) wskazywali na Vigiliusa Tapsensisa jako inicjatora wprowadzenia Commy.

## Textus receptus

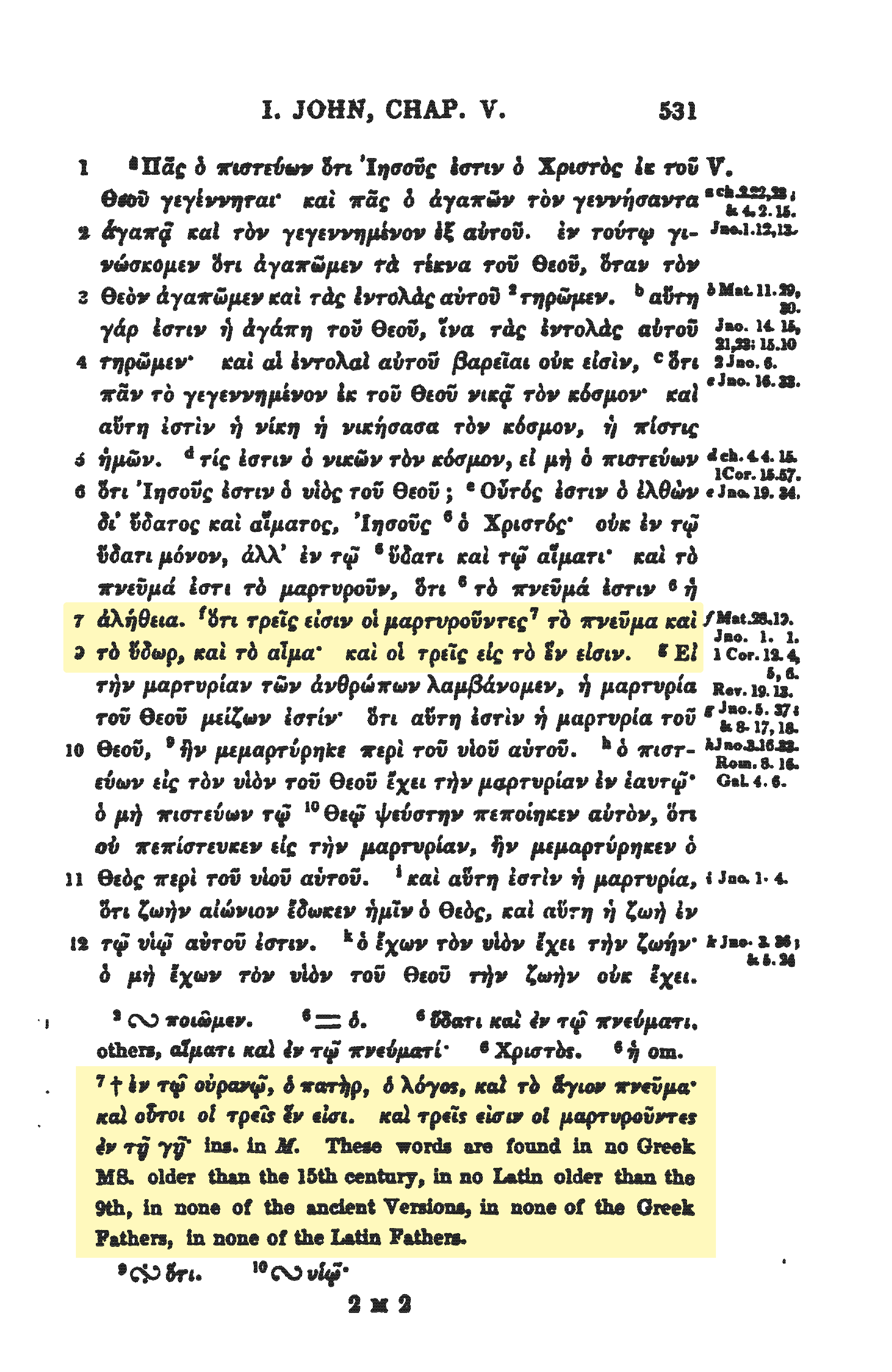
Krytyczne wydanie tekstu NT Griesbacha, comma cytowane w przypisie wraz z wyjaśnieniem dlaczego nie jest w tekście głównym.

Tekst Comma Johanneum nie pojawił się w roku 1516 w nowożytnej edycji greckiego tekstu Nowego Testamentu, textus receptus, której redaktorem był Erazm z Rotterdamu. Jeden z wydawców Poligloty kompluteńskiej, Stunika, oskarżył Erazma o sprzyjanie unitarianizmowi. Erazm ugiął się i oświadczył, że umieści je w następnych wydaniach greckiego NT, o ile znajdzie się jakiś grecki rękopis zawierający Comma. Wkrótce znalazł się taki rękopis, pochodzący z około 1520 roku Codex Montfortianus (minuskuł 61 według systemu Gregory-Aland) — sporządził go prawdopodobnie franciszkanin Froy z Oxfordu — i Erazm wciągnął Comma do swego trzeciego wydania Novum Instrumentum omne z roku 1522, zastrzegając jednak w Adnotationes, że nie jest to tekst autentyczny. Codex Montfortianus zawiera commę z błędami gramatycznymi (brak rodzajników), Froy nie znał za dobrze greki, a Erazm go nie poprawił. Stefanus w swoim wydaniu dodał rodzajniki oraz zmienił sekwencję słów.
Na edycji Erazma bazowały nowożytne przekłady protestanckie, takie jak angielska Biblia króla Jakuba, oraz polskie Biblia brzeska i Biblia gdańska. Comma Johanneum znalazła się także w katolickiej Biblii Jakuba Wujka. Commę wprowadziła Wulgata klementyńska (Wulgata sykstyńska nie zawierała). Wujek tłumaczył Biblię z Wulgaty lowańskiej, konfrontując ją z tekstem greckim (również textus receptus). Pierwotnie fragmentu nie zawierała natomiast Biblia Lutra, jednak pojawiał się w późniejszych wydaniach począwszy od 1574 roku.
Współczesne polskie przekłady Biblii z języków oryginalnych nie zawierają tego fragmentu (Biblia warszawska, Biblia Ekumeniczna) lub przenoszą go do przypisów (Biblia Tysiąclecia, Biblia poznańska).

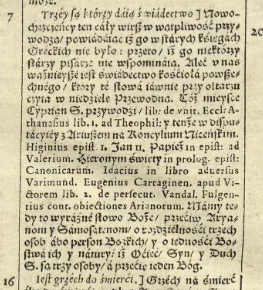
Obrona autentyczności 1 Jana 5,7 przez Księdza Jakuba Wujka w jego tłumaczeniu Biblii

## Świadectwo rękopisów
| Łacińskie rękopisy NT | Łacińskie rękopisy NT  | Łacińskie rękopisy NT  | Łacińskie rękopisy NT |
| Data                  | Nazwa                  | Miejsce przechowywania | Typ tekstu Wulgaty    |
| --------------------- | ---------------------- | ---------------------- | --------------------- |
| VII wiek              | Codex Legionensis      | Katedra w Leónie       | Hiszpański            |
| VII wiek              | Fragment Freisling     |                        | Hiszpański            |
| X wiek                | Codex Toletanus        | Madryt (Ms. Tol. 2.1)  | Hiszpański            |
| VIII/IX wiek          | Codex Theodulphianus   | Paryż                  | Francusko-Hiszpański  |
| VIII–IX wiek          | Codex Sangallensis 907 | St. Gallen             | Francusko-Hiszpański  |
| IX wiek               | Codex Cavensis         | La Cava                | Hiszpański            |
| IX–X wiek             | Codex Sangallensis 63  | St. Gallen             | marginalna glossa     |
| 927                   | Complutensis I         | Madryt                 | Hiszpański            |

| Greckie rękopisy NT | Greckie rękopisy NT | Greckie rękopisy NT        | Greckie rękopisy NT    | Greckie rękopisy NT                                                                                                  |
| Data                | Rękopis No.         | Nazwa                      | Miejsce przechowywania | Dalsze informacje |
| ------------------- | ------------------- | -------------------------- | ---------------------- | --- |
| X wiek              | 221                 |                            | Oksford                | Glosa marginalna: XIX wiek                                                                                           |
| XI wiek             | 88                  | Codex Regis                | Neapol                 | Glosa marginalna: XVI wiek                                                                                           |
| XIV wiek            | 429                 | Codex Wolfenbüttel, XVI. 7 | Wolfenbüttel (Niemcy)  | Glosa marginalna: XVI wiek                                                                                           |
| XIV/XV wiek         | 629                 | Codex Ottobonianus         | Watykan                | Oryginalny skryba. Tekst grecki zrewidowany i uzgodniony z łacińskim. Comma przetłumaczona z łaciny na grekę.        |
| ok. 1520            | 61                  | Codex Montfortianus        | Dublin                 | Oryginalny skryba. Pisze „Duch Święty” zamiast „Duch”. Brak rodzajników przed „trzema świadkami” (duch, woda, krew). |
| XVI wiek            | 636                 |                            | Neapol                 | Nota marginalna: XVI wiek                                                                                            |
| XVI wiek            | 2473                |                            | Ateny                  | Oryginalny skryba.                                                                                                   |
| XVI wiek            | 918                 |                            | Escorial (Hiszpania)   | Oryginalny skryba.                                                                                                   |
| XVIII wiek          | 2318                |                            | Bukareszt              | Oryginalny skryba Comma przetłumaczona z Wulgaty klementyńskiej                                                      |

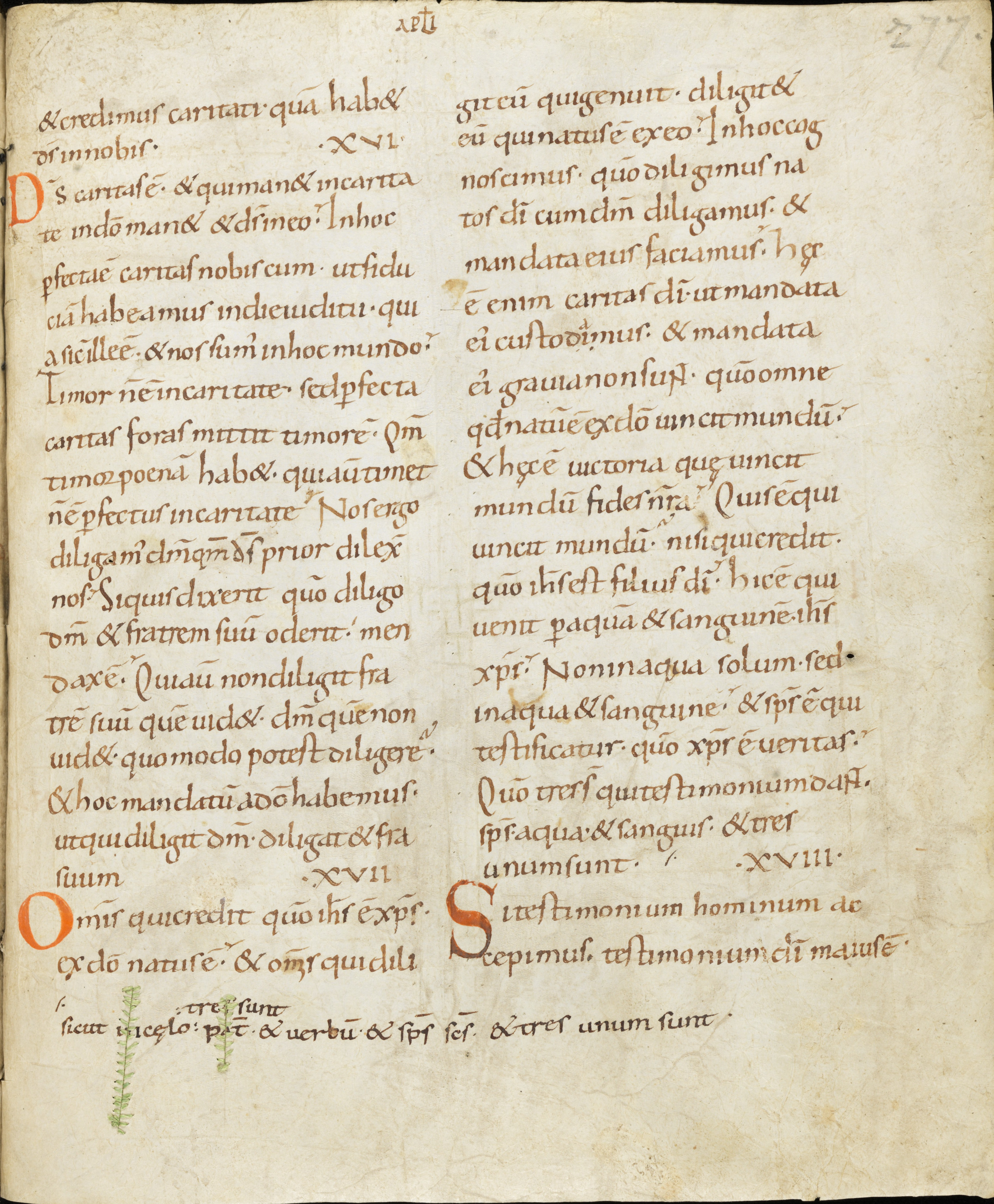
Cod. Sangallensis 63, Comma dodane w dolnym marginesie

Commę zawiera również Codex Ravianus, nie jest on umieszczany na liście rękopisów Nowego Testamentu ponieważ rękopis powstał w XVI wieku i został przepisany z Poligloty kompluteńskiej.